# Lola López Mondéjar
Lola López Mondéjar (Molina de Segura, 1958) es una psicóloga clínica, psicoanalista y escritora española, autora de ensayos, cuentos y novelas.

## Biografía
Tras completar su formación como psicóloga clínica y psicoanalista en Murcia, Madrid, Alicante, Milán y París, ha ejercido la docencia en las Universidades de Murcia y Sevilla (Máster de Arteterapia y Psicoanálisis), y como profesora y miembro didacta del Centro Psicoanalítico de Madrid. 
Como ensayista ha publicado numerosos artículos sobre psicoanálisis y creatividad, violencia de género, adolescencia y sexualidad, en libros y revistas especializadas (Revista de la AEN, Aperturas Psicoanalíticas, entre otras).
Durante cinco años colaboró semanalmente con el diario La Opinión de Murcia con una columna de periodismo literario. Desde 1998 hasta 2009 coordinó el programa literario La mar de letras, dentro del festival internacional de músicas del mundo La Mar de Músicas (Cartagena, España). En 2005 creó los Talleres de Escritura Creativa de la Biblioteca Regional de Murcia, que coordina desde entonces.

## Novelas publicadas
- Una casa en La Habana (Editorial Fundamentos,1997)
- Yo nací con la bossa nova (Editorial Fundamentos, 2000)
- No quedará la noche (Tres Fronteras, 2003)
- Lenguas vivas (Ediciones Gollarín, 2008)
- Mi amor desgraciado (Editorial Siruela, 2010). Novela finalista del XXI Premio de Narrativa Torrente Ballester, 2009
- La primera vez que no te quiero (Editorial Siruela, 2013)
- Cada noche, cada noche (Editorial Siruela, 2016)

## Relatos
- El pensamiento mudo de los peces (Editorial Páginas de espuma, 2008)
- Lazos de sangre (Editorial Páginas de espuma, 2012)
- La pequeña burguesía (Grupo de Literatura "La Sierpe y el Laúd", Cieza, 2013)
- Algunos de sus relatos han sido publicados en antologías y revistas literarias (20 Voces nuestras, A renglón seguido, Escrito con Hierro)
- Qué mundo tan maravilloso. Editorial Páginas de Espuma. Madrid, 2018.[1]

## Ensayo
- Psicoanálisis y creatividad: el Factor Munchausen (CENDEAC, 2009)
- Invulnerables e invertebrados: Mutaciones antropológicas del sujeto contemporáneo (Anagrama, 2022)[2]
- Sin relato. Atrofia de la capacidad narrativa y crisis de la subjetividad. (Premio Anagrama Ensayo, 2024)

## Premios
- Premio Libro Murciano (2000), narrativa, con Yo nací con la bossa nova
- Finalista Libro Murciano (2008) con El pensamiento mudo de los peces
- Finalista del XXI Premio Torrente Ballester con La extranjera (noviembre de 2009), editada finalmente bajo el título Mi amor desgraciado
- Premio Anagrama de Ensayo (2024) por su obra Sin relato. Atrofia de la capacidad narrativa y crisis de la subjetividad[3]
- Premio Alfonso X de la Cultura de la Región de Murcia (2025).